# Spoorlijn Eindhoven - Weert
De spoorlijn tussen Eindhoven en Weert werd in 1913 in gebruik genomen.
Het baanvak maakt deel uit van het Nederlandse Intercitynetwerk waarmee Limburg met onder andere Amsterdam en Alkmaar wordt verbonden. De lijn takt bij Eindhoven af van Staatslijn E (Breda - Venlo - Maastricht) en sluit in Weert aan op de spoorlijn Budel - Vlodrop, het Nederlandse deel van de IJzeren Rijn (de voormalige goederenspoorlijn tussen Antwerpen en Mönchengladbach). Vanaf Roermond kan het traject van Staatslijn E verder worden gevolgd. Met de aanleg kwam er een kortere verbinding tussen Eindhoven en Roermond.
Op 15 mei 1949 werd de elektrificatie van het traject voltooid.

## Stations en gebouwen
Overzicht van stations langs de lijn (cursief: voormalig station):
| Station            | Geopend | Huidig gebouw                                           |
| ------------------ | ------- | ------------------------------------------------------- |
| Eindhoven Centraal | 1866    | 1956, NS, 3e gebouw, uniek ontwerp van Van der Gaast    |
| Tongelre           | 1913    | geen, gebouw gesloopt in 1950, station gesloten in 1935 |
| Geldrop            | 1913    | geen, gebouw gesloopt in 1974                           |
| Heeze              | 1977    | 1976, NS, 1e gebouw, ontwerp van Douma                  |
| Heeze-Leende       | 1913    | geen, gebouw gesloopt in 1976, station gesloten in 1977 |
| Sterksel           | 1913    | geen, gebouw gesloopt in 1965, station gesloten in 1938 |
| Maarheeze          | 1913    | geen, gebouw gesloopt in 1966, station gesloten in 1938 |
| Maarheeze          | 2010    | geen                                                    |
| Weert              | 1879    | 1914, SS, 2e gebouw, uniek ontwerp van Van Heukelom     |

## Dienstregeling
De volgende treinseries gebruiken het traject in de dienstregeling 2025:
| Serie            | Treinsoort          | Route | Bijzonderheden |
| ---------------- | ------------------- | --- | --- |
| 2700             | Intercity (NS)      | Maastricht – Sittard – Roermond – Weert – Eindhoven Centraal – 's-Hertogenbosch – Utrecht Centraal – Amsterdam Centraal – Alkmaar – (Den Helder)                 | Rijdt van maandag t/m donderdag tot 20:00 uur tussen Alkmaar en Maastricht. Rijdt op vrijdag en in het weekend enkel tussen Alkmaar en Amsterdam Centraal. Tijdens de spits rijden 2 ritten in spitsrichting door van/naar Den Helder. Rijdt niet 's avonds na 20:00. Wordt na 20:00 uur, op vrijdag en in het weekend tussen Amsterdam Centraal en Maastricht vervangen door intercity 2900. |
| 2900             | Intercity (NS)      | Enkhuizen – Hoorn – Amsterdam Centraal – Utrecht Centraal – 's-Hertogenbosch – Eindhoven Centraal – Weert – Roermond – Sittard – Maastricht                      | Rijdt van maandag t/m donderdag in de vroege ochtend en in de avonduren en rijdt van vrijdag t/m zondag de hele dag en vervangt dan Intercity 3900 tussen Enkhuizen en Amsterdam Centraal en intercity 2700 tussen Amsterdam Centraal en Maastricht. |
| 3900             | Intercity (NS)      | Enkhuizen – Hoorn – Amsterdam Centraal – Utrecht Centraal – 's-Hertogenbosch – Eindhoven Centraal – Weert – Roermond – Sittard – Heerlen                         | Stopt niet in Zaandam. Rijdt in de avonduren en van vrijdag t/m zondag de hele dag enkel tussen Eindhoven Centraal en Heerlen. Wordt in de avonduren en van vrijdag t/m zondag de hele dag vervangen door intercity 2900. Rijdt van maandag t/m donderdag in de avonduren enkel tussen Sittard en Heerlen en rijdt dan 1x/uur.                                                                |
| 6400             | Sprinter (NS)       | Tilburg Universiteit – Tilburg – Eindhoven Centraal – (Weert) | Rijdt tussen 20:00 en 22:00 uur en op zondag 1x/uur tussen Eindhoven Centraal en Weert. Rijdt na 22:00 uur 1x/uur op het hele traject. |
| Nachttrein 32700 | Nachttrein (Arriva) | Maastricht – Sittard – Roermond – Weert – Eindhoven Centraal – 's-Hertogenbosch – Utrecht Centraal – Amsterdam Bijlmer ArenA – Amsterdam Zuid – Schiphol Airport | Rijdt alleen in de nacht van vrijdag op zaterdag. |